# Duomo Antico di Santo Stefano

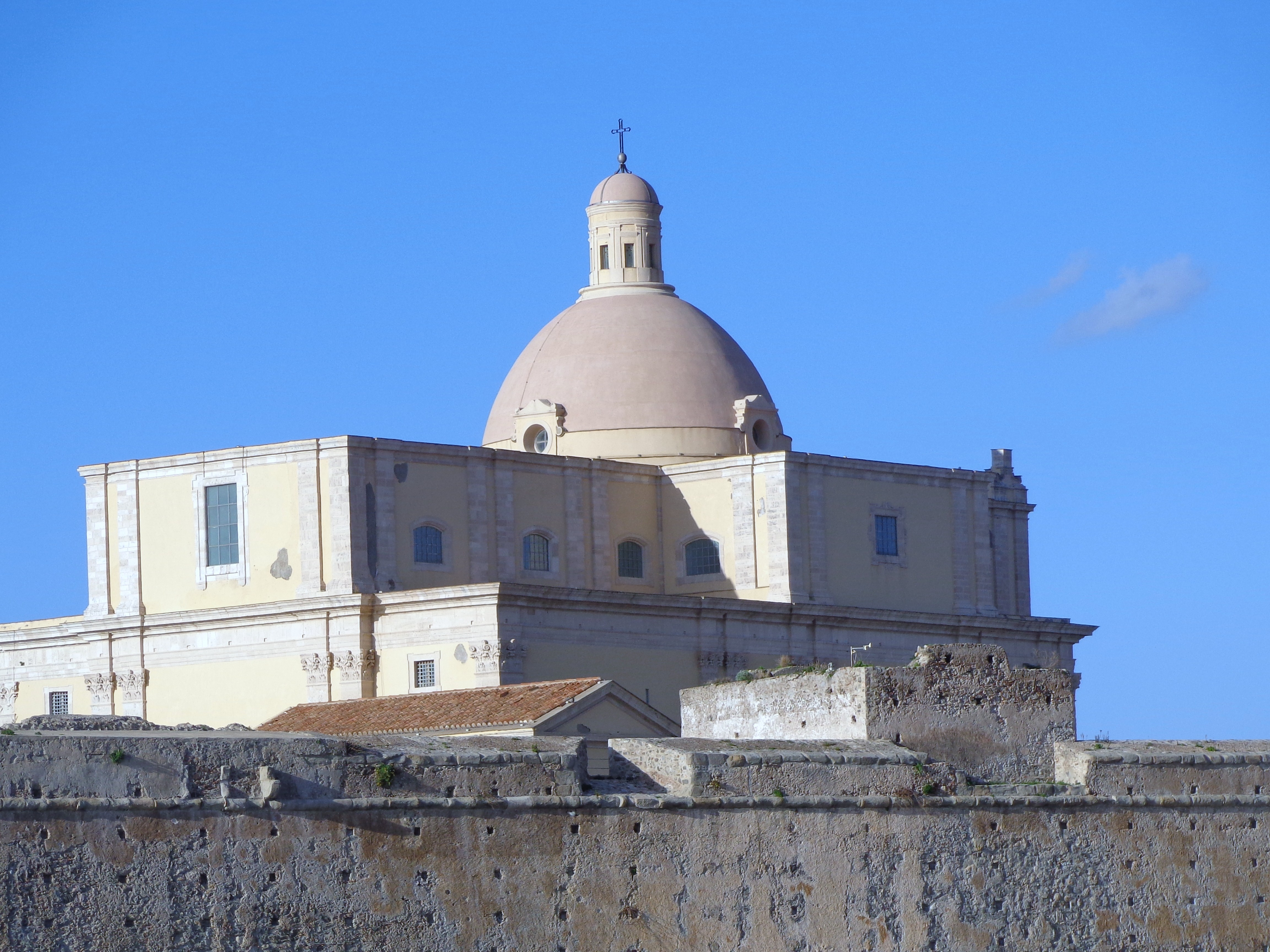
Duomo antico.

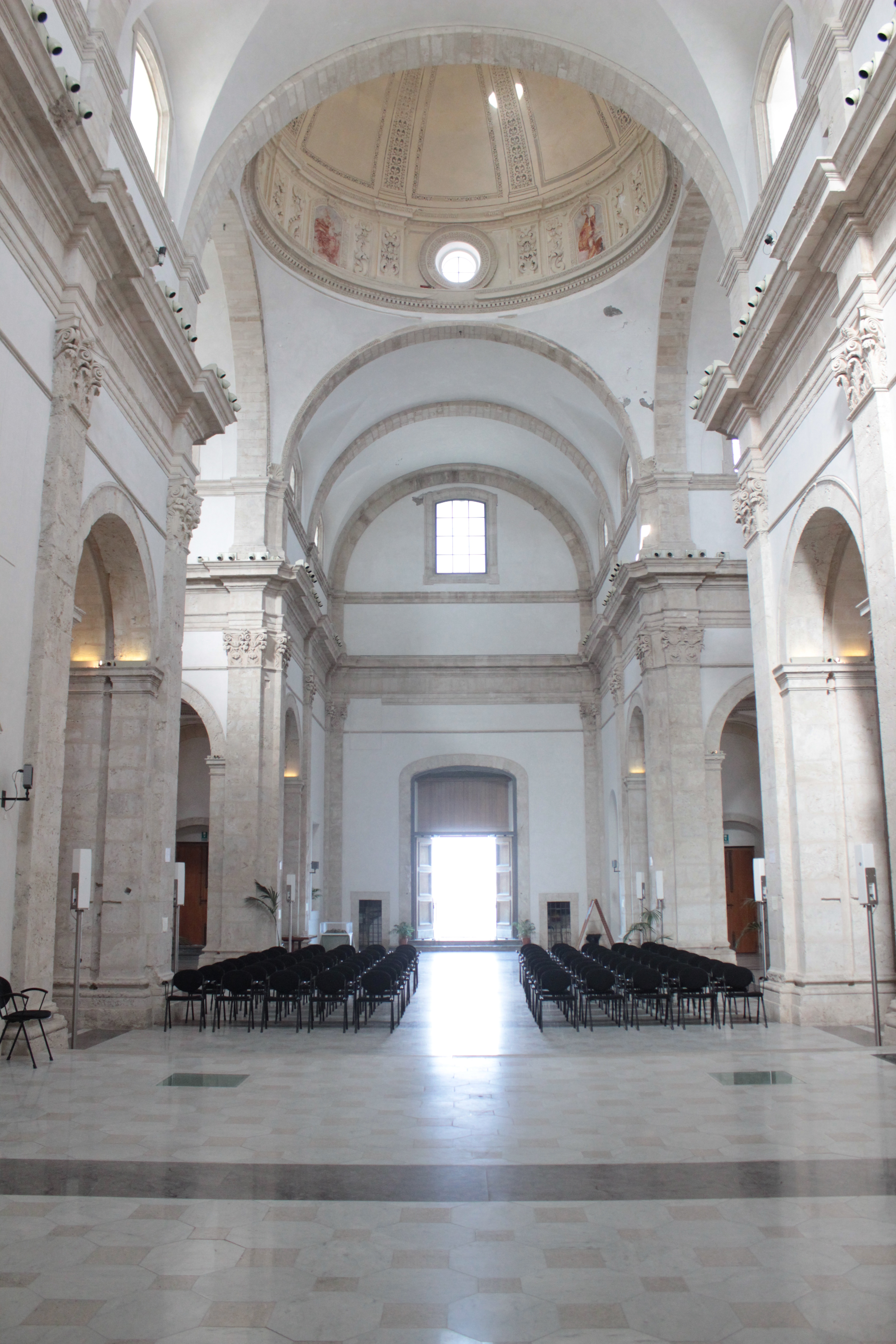
La monumentale navata.

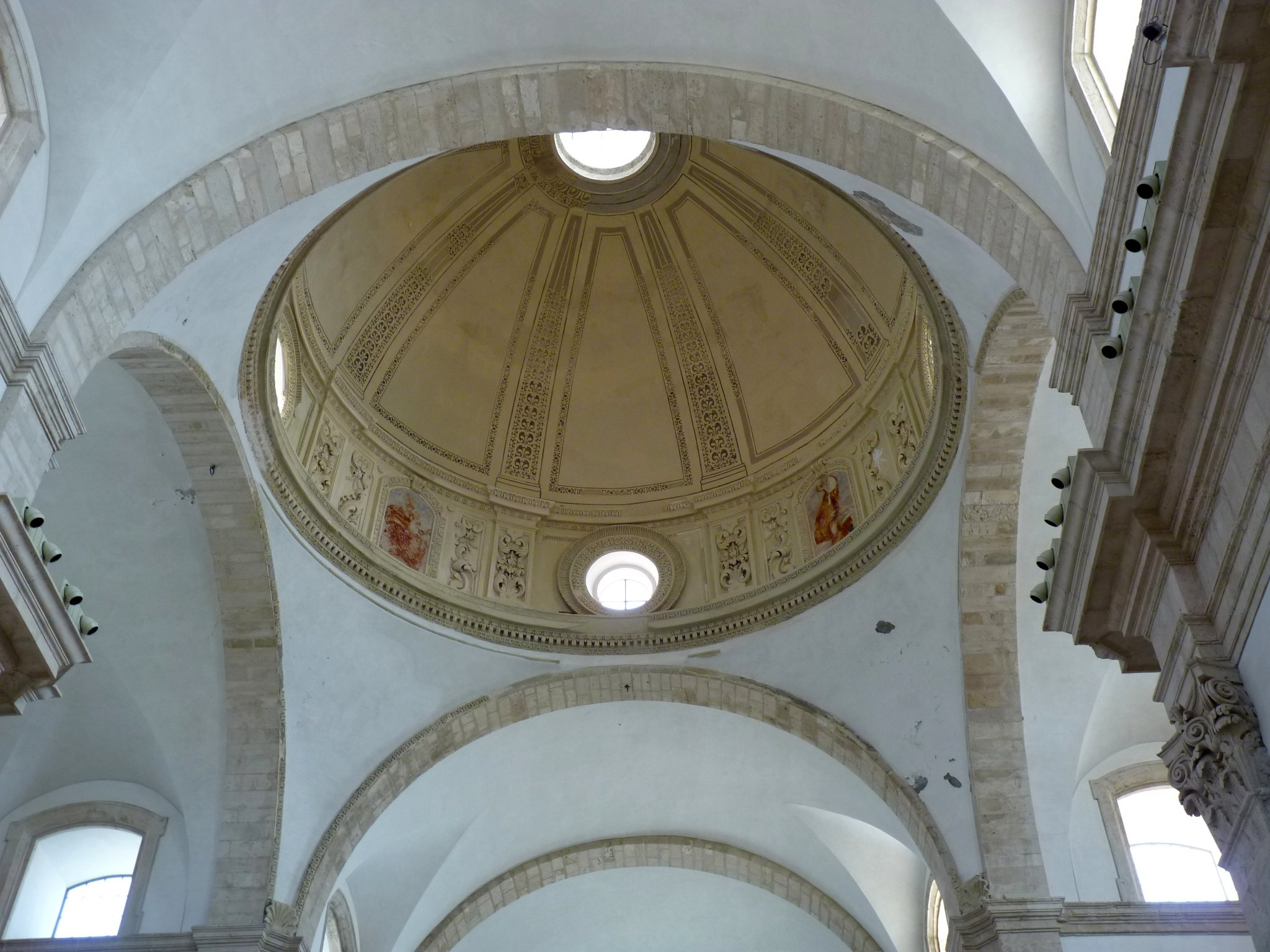
Interno cupola.

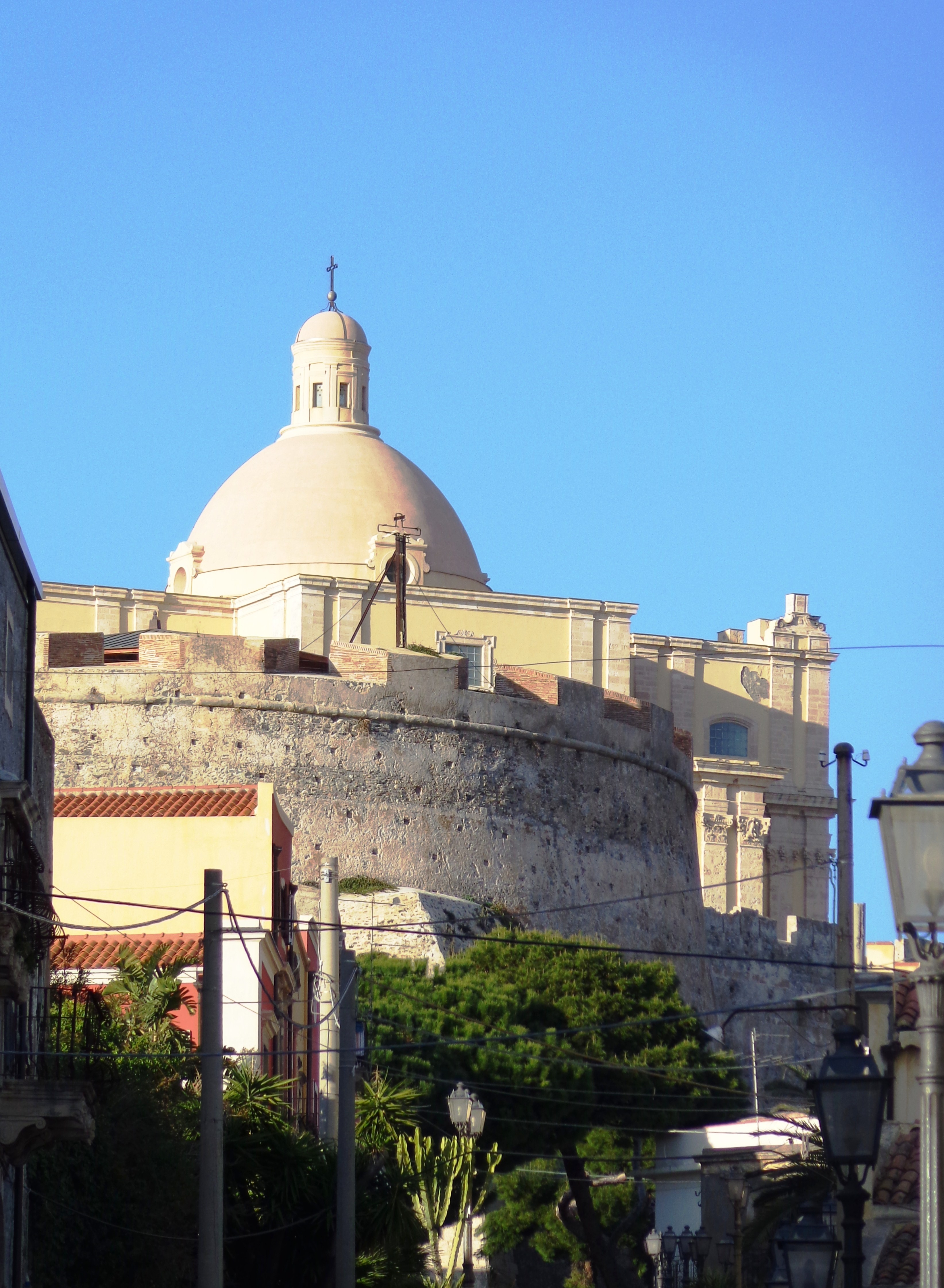
Veduta dal Palazzo del Viceré.

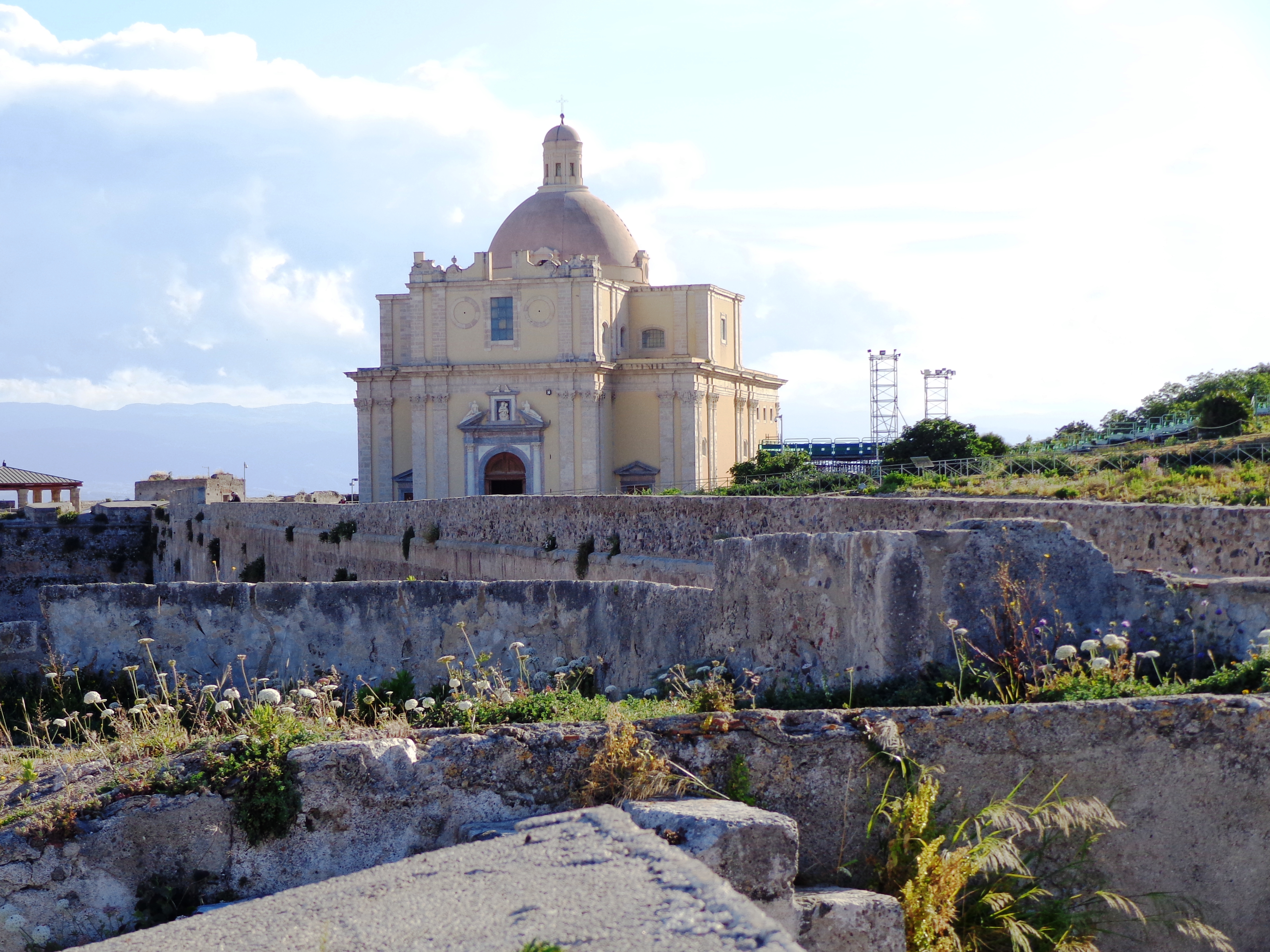
Veduta dall'area archeologica.

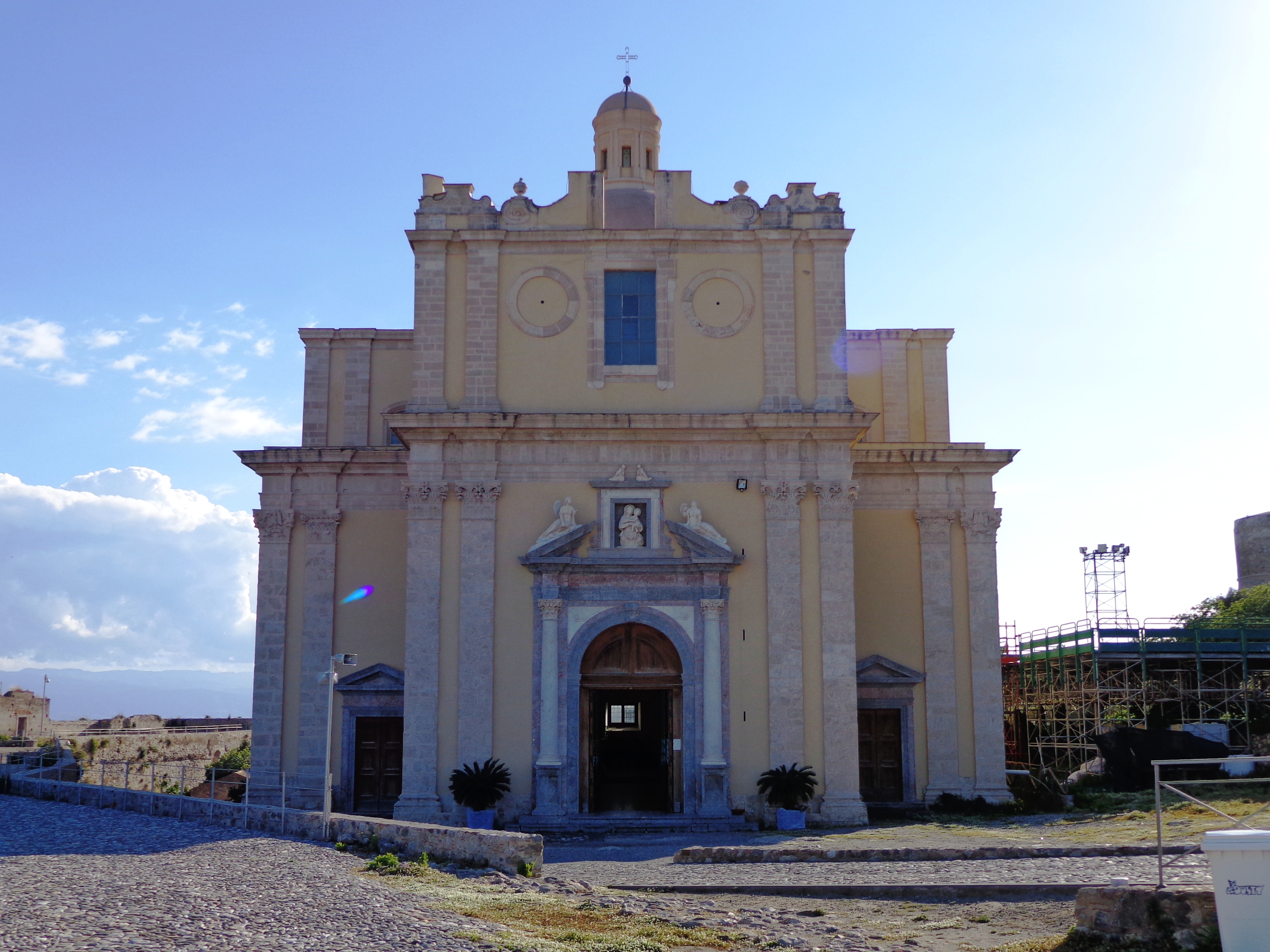
Prospetto.

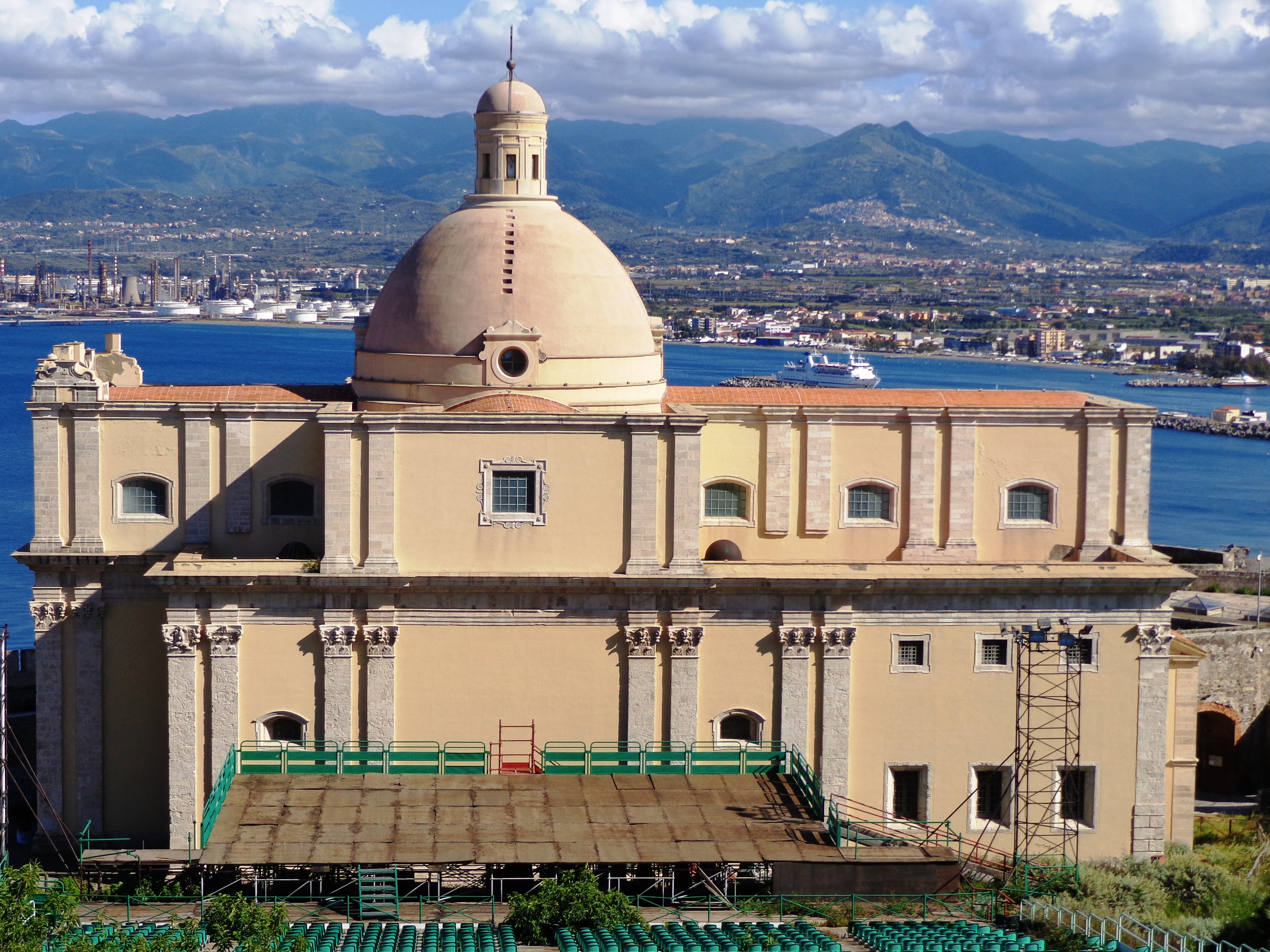
Esterno lato Ovest.

Il Duomo Antico di Milazzo o Duomo Antico di Santo Stefano Protomartire o Cattedrale di Milazzo, sorge sulla spianata della Città Murata e il prospetto principale si affaccia a settentrione. È una delle più grandi chiese di Milazzo. Appartenente all'arcidiocesi di Messina-Lipari-Santa Lucia del Mela, vicariato di Milazzo sotto il patrocinio di San Francesco di Paola, arcipretura di Milazzo.

## Storia e descrizione

### Epoca spagnola
Il Duomo Antico sorge a partire dal 1607, edificato su progetto attribuito a Camillo Camilliani in stile manieristico secondo Giuseppe Samonà, la direzione dei lavori è affidata all'architetto Giuseppe Gasdia. È ubicato in prossimità dell'ingresso della cittadella a ridosso della "Porta e Bastione di Santa Maria". La nuova costruzione subisce il condizionamento del luogo fortificato e dalle crescenti esigenze militari.
Per la sua realizzazione sono demolite la chiesa di San Nicolò e la chiesa di Sant'Antonio Abate ubicate sull'ampia spianata ove anticamente sorgeva anche la «Casa di Città» o «Casa dei Giurati» all'interno della «Città Murata» dominata dal Castello di Milazzo.
La consacrazione avvenne nel 1616 ancora prima del termine dei lavori, le ultime opere saranno completate nel 1642 per intervento dell'arcivescovo di Messina Biagio Proto de Rubeis consistenti nella realizzazione delle due cappelle absidate ai lati del coro attribuite a Pietro Novelli.
Nel 1678 è consacrato l'altare di Santo Stefano, patrono della città.
Dal 1718 al 1720, nella "guerra di successione" il presidio del castello, composto di truppe inglesi, tedesche e olandesi, resiste valorosamente all'assedio da parte spagnola durante la Battaglia di Milazzo. In questo frangente il duomo è temporaneamente trasformato in ospedale militare, il monastero femminile in magazzino di frumento.

### Epoca borbonica
Nel 1724 sono documentati il completamento della Cappella della Madonna delle Grazie e Cappella del Santissimo Sacramento, nel 1729 la decorazione dell'abside la costruzione degli stalli del coro.
Il luogo di culto in seguito agli scontri fra truppe garibaldine e borboniche del 20 luglio 1860 subisce danni e vandalismi, circostanza che ne determina la chiusura.

## Il prospetto
L'articolato prospetto principale rivolto a settentrione, per il particolare impianto a croce greca, è caratterizzato dal vano dell'atrio più avanzato e da due ingressi laterali posti nei semibracci perpendicolari.
Coppie di paraste binate in pietra viva definiscono la facciata in due ordini sormontate in senso orizzontale da un'elegante cornicione dalle ricche modanature: le paraste del primo ordine reggono capitelli corinzi e inquadrano la bella porta ad arco di marmo dalle cromie alternate. Il secondo ordine riprende le forme del primo, al centro si apre un finestrone rettangolare affiancato da oculi ciechi, sedi in passato, di uno zodiaco e di una meridiana, le paraste binate hanno semplici capitelli e sono raccordate per coppia, da volute con basamenti. Lo spazio sommitale delimitato da volute con riccioli verso il basso e arricchite da sfere, arrangia il restauro di una successiva elevazione identificabile con tutta probabilità con la cella campanaria crollata agli inizi del Novecento a causa del Terremoto di Messina.
La parte centrale è occupata dall'elegante portale di scuola rinascimentale. Due colonne ioniche con capitelli corinzi sorreggono un doppio timpano sovrapposto, spezzato e simmetrico. All'interno una decorazione a stele con edicola racchiude una "Madonna col Bambino" di fattura rinascimentale, sull'architrave superiore sono presenti due piccoli putti accosciati su volute simmetriche e speculari. Sulle sime del frontone sono adagiati due angeli in stile rinascimentale.

## Cupola
L'interno del tempio è caratterizzato da un ampio atrio che immette nel grande vano quadrato, diviso da potenti archi su pilastri corinzi. Ai vertici sono presenti quattro cappelle angolari con elementi di altari marmorei intarsiati e cupolette. Il vano rettangolare del coro, organismo di croce latina, costituisce l'abside completamente vuota: l'altare intarsiato è trasferito nella chiesa di San Giacomo Apostolo. 
Il transetto corrisponde al braccio minore ma, inusualmente è posto in prossimità dell'atrio anziché della zona absidale, pertanto le quattro cappelle angolari presentano ingressi frontali e passaggi di comunicazione col predetto corpo. Le due cappelle angolari meridionali consentono l'ingresso alle due absidiole minori.
Limiti sono imposti per non disturbare il fuoco amico, la particolare conformazione della calotta sferica, all'esterno apparentemente priva di tamburo, è dovuta alla necessità di non intercettare le cannonate provenienti dalle fortificazioni superiori. Poggia sulle poderose arcate definite dall'intersezione dei due bracci, l'altezza determinata dal secondo ordine delle navate è ridefinita in corso d'opera per sopperire alla mancata realizzazione del tamburo. Presenta quattro finestre rotonde, internamente una decorazione a spicchi su un ridotto tamburo dipinto a trompe-l'œil rende grandioso l'effetto visivo complessivo. Nella calotta circolare corrispondente agli occhialoni sono presenti decorazioni in stucco e affreschi raffiguranti San Leone II, San Demetrio, San Nicola, San Papino.

### L'altare maggiore
- 13 maggio 1680, Dedicazione a Santo Stefano Protomartire.
- 1714, Celebrazione del Te Deum in onore di Vittorio Amedeo II di Savoia, Re di Sicilia in visita alla città.
- 1860, Sconsacrazione in seguito all'occupazione delle truppe garibaldine, totale abbandono e decadimento fino al restauro e recupero avvenuto alla fine del XX secolo.

### Navata destra
- Prima campata: Cappella della Madonna dell'Itria. Altare della Madonna dell'Itria.
- Seconda campata: Altare del Crocifisso. Manufatto parietale.
- Terza campata: Altare di Sant'Antonio Abate. Manufatto parietale.
- Absidiola: Cappella della Madonna delle Grazie.

### Navata sinistra
- Prima campata: Cappella di Santa Lucia. Altare di Santa Lucia.
- Seconda campata: Altare di Santo Stefano Protomartire. Monumentale manufatto con intarsi marmorei e paliotto con medaglione raffigurante il martire. L'altare è sormontato da angeli in marmo di Carrara e un ovale in rilievo raffigurante tre corone sovrapposte simboleggianti gli ordini feudali: l'ordine demaniale o civico proprio delle città regie, l'ordine feudale o baronale, l'ordine ecclesiastico. Costituiva pala d'altare il dipinto del "Martirio di Santo Stefano". L'edicola oggi vuota presenta le tracce di un primitivo affresco "Noli me tangere" raffigurante l'incontro tra Gesù e la Maddalena.
- Terza campata: Cappella di San Nicola. A San Nicola è dedicato un luogo di culto in un imprecisato periodo storico col titolo di chiesa madre e cattedrale, identificabile probabilmente con la demolita chiesa di San Nicola della spianata. Il culto è attestato dal dipinto su tavola poi trasferito nel duomo antico, oggi custodito duomo di Santo Stefano protomartire. A fine settembre 2018 nell'edicola è stata ricollocata una riproduzione del quadro raffigurante San Nicola in trono,[7] opera attribuita ad Antonio Giuffré, ai lati del dipinto sono presenti riquadri riproducenti l'Angelo Annunciante e la Vergine Annunciata, fanno corona altri otto episodi della vita e miracoli del Santo:
  - Nascita di San Nicola di Mira, San Nicola placa la tempesta, San Nicola sospende l'esecuzione di tre soldati innocenti, Un coppiere è sollevato in aria durante un banchetto, e condotto via da San Nicola, Elemosina di San Nicola, San Nicola libera tre soldati dalla prigione, San Nicola salva una donna destinata ad affogare, San Nicola abbatte un albero dedicato a Diana.
- Absidiola: Cappella del Santissimo Sacramento.

I vani sottostanti il coro erano sede dell'Oratorio del Santissimo Sacramento, sede dell'omonima Arciconfraternita del Santissimo Sacramento.

### Opere
- 1531, Polittico, opera di Antonio di Saliba.

### Sagrestia
Ambienti adibiti ad esposizione museale.

### Oratorio
L'Oratorio della Congregazione del Santissimo Sacramento è ubicato sotto il coro e l'altare maggiore del tempio. Sodalizio costituito esclusivamente da aristocratici, istituito nel 1580 per iniziativa di Carlo Rigoles.
Tra le finalità descritte nello statuto: 
1. ) la somministrazione dell'olio per illuminazione destinato alle lampade che ardevano perpetuamente dinanzi alle Cappelle del Santissimo Sacramento di tutte le chiese parrocchiali dell'arcipretura;[8]
2. ) la cera per la conduzione del Santo Viatico agli infermi;[8]
3. ) istituzione di un oratorio in ogni parrocchia di Milazzo.[8]

I proventi per le attività erano assicurati dalla rendite dei beni assegnati alimentati dai lasciti ereditari dell'aristocrazia cittadina.
Ambiente dotato di coro in legno di noce massiccio - manufatto di rilevante interesse artistico scolpito, intarsiato con cornici, capitelli e modanature - pareti rivestite e arricchite da apparato decorativo marmoreo in tarsie, pavimentazione in maiolica colorata.
Dopo le devastazioni del 1860 degli arredi fissi resta ben poco: pochi frammenti lapidei incastonati alle pareti e la documentazione fotografica del pavimento superstite rinvenuto dopo gli scavi della Sovrintendenza di Messina.

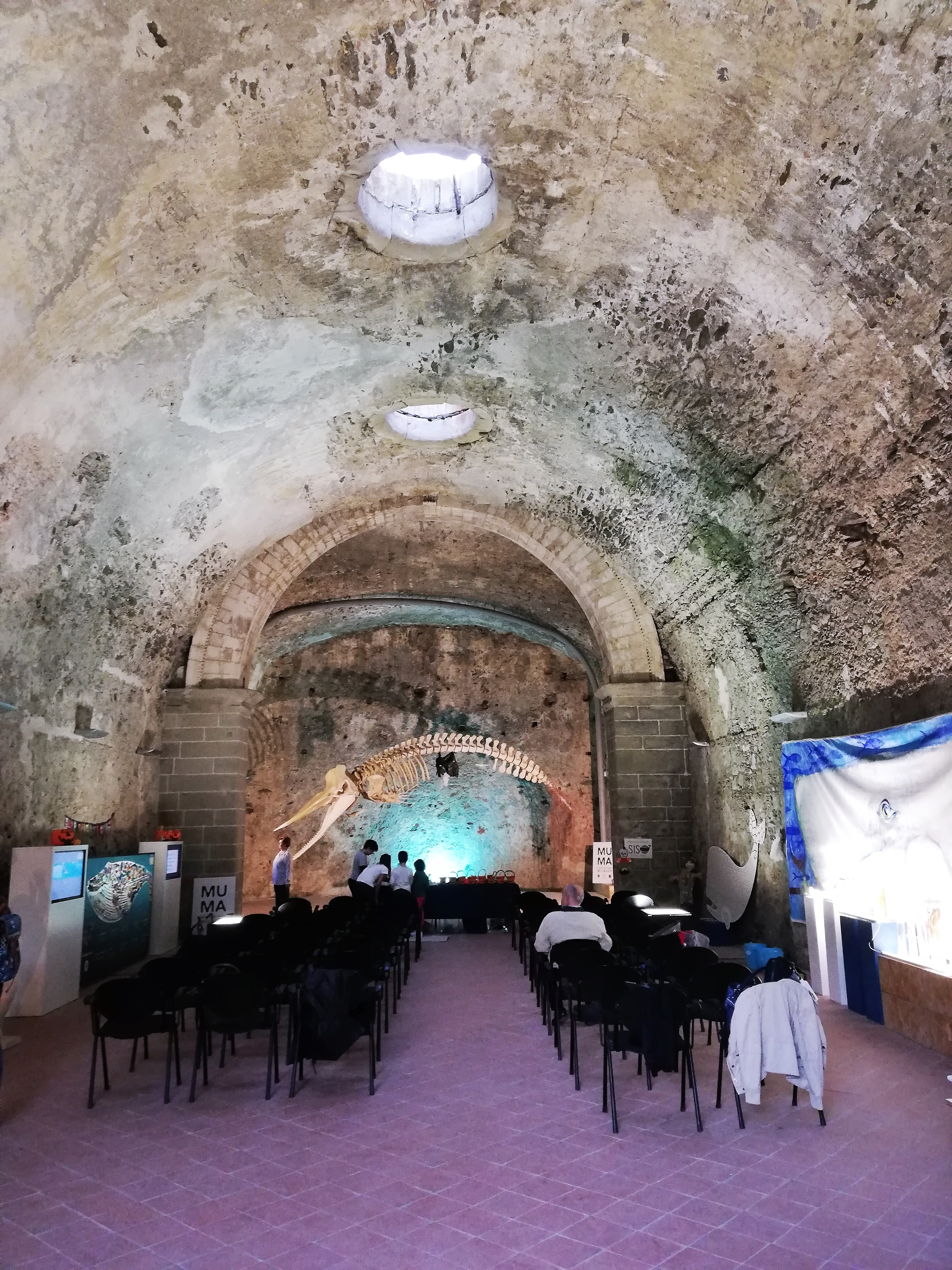
Arco trionfale chiesa di Santa Maria nel baluardo e bastione omonimi.

Altre rovine furono apportate durante il primo conflitto mondiale, gli stalli del coro per uso dei confrati, il seggio del Governatore, l'altare, il baldacchino e tutti i corredi lignei furono asportati o manomessi o bruciati.

## Chiesa di Santa Maria
- Chiesa di Santa Maria al Castello con funzioni di cattedrale.[3]

## Chiesa di San Nicola
- Chiesa di San Nicola sulla spianata esterna del castello, edificio di culto con funzioni di chiesa madre e cattedrale.[3] L'edificio assorbì l'adiacente chiesa di Sant'Antonio Abate, le cui strutture costituivano la Cappella del Santissimo Sacramento. Il luogo di culto fu demolito nel 1616 per la costruzione del duomo antico.

## Arcipreti
- Pietro Pellegrino. Nella Pasqua del 1806 è documentata la visita e l'incontro con Ferdinando I delle Due Sicilie presso palazzo Proto.[10]

## Galleria d'immagini

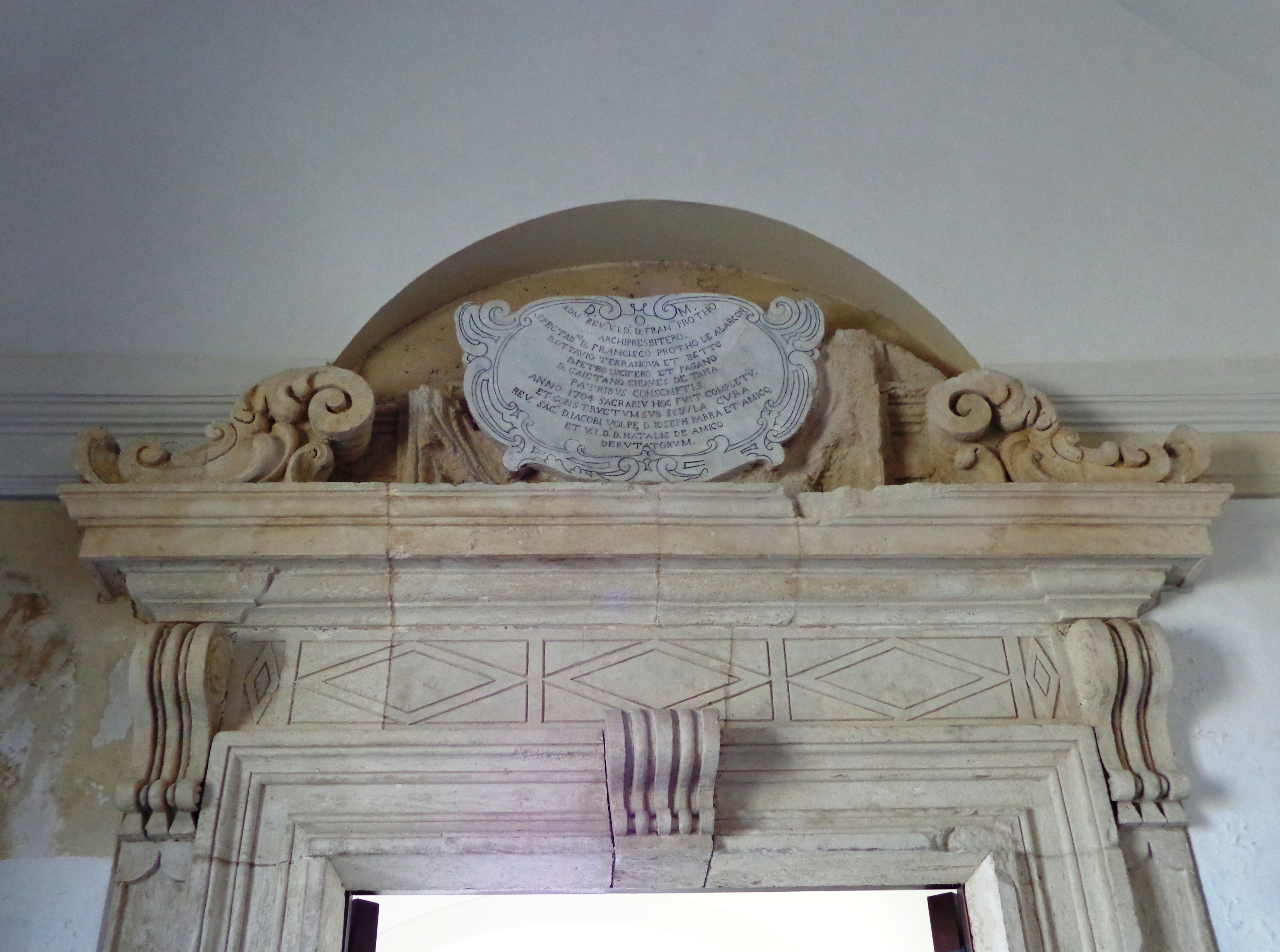
Architrave e epigrafe, sacrestia.
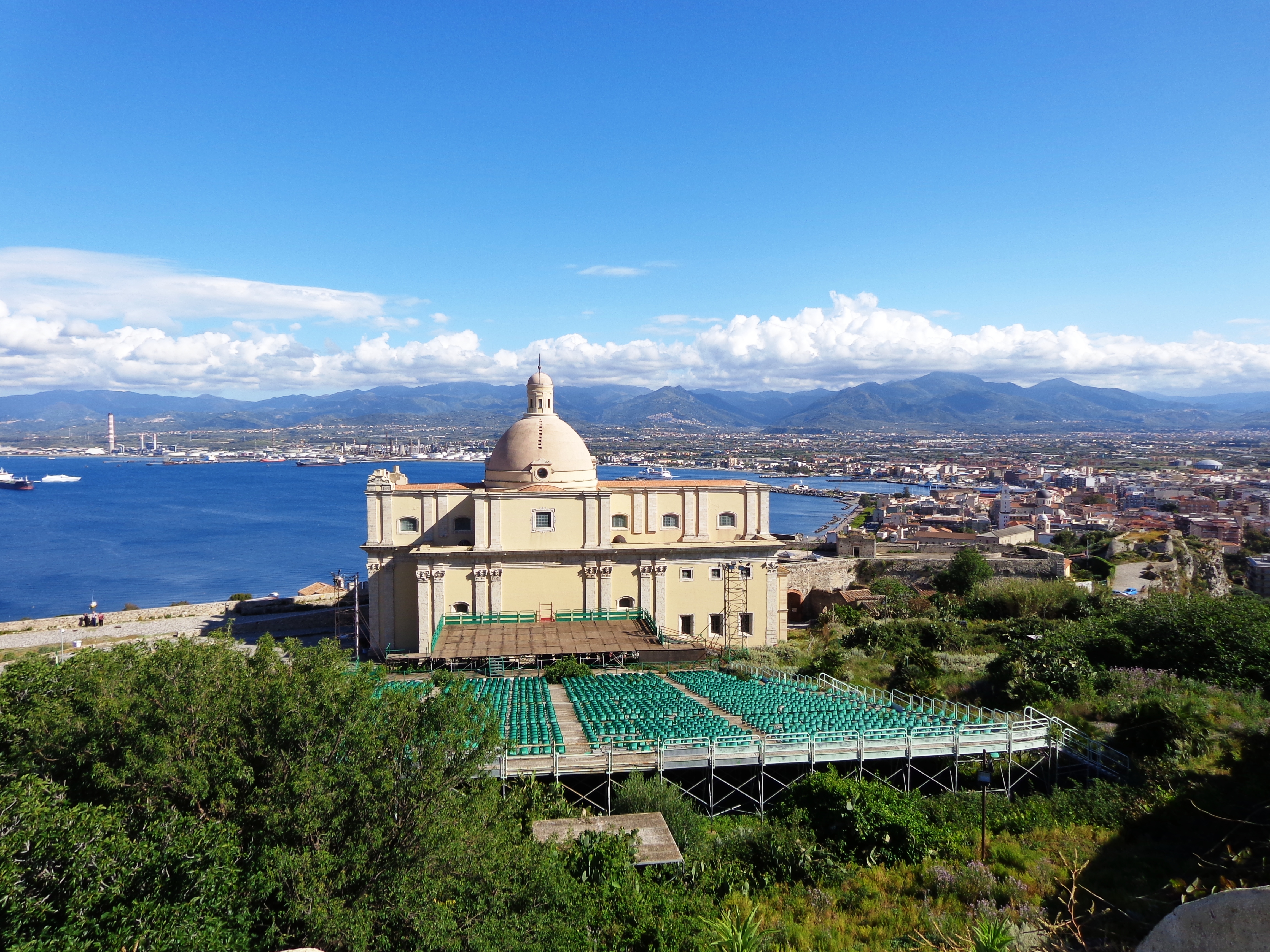
Il "Duomo antico" e panorama sul Golfo di Milazzo.
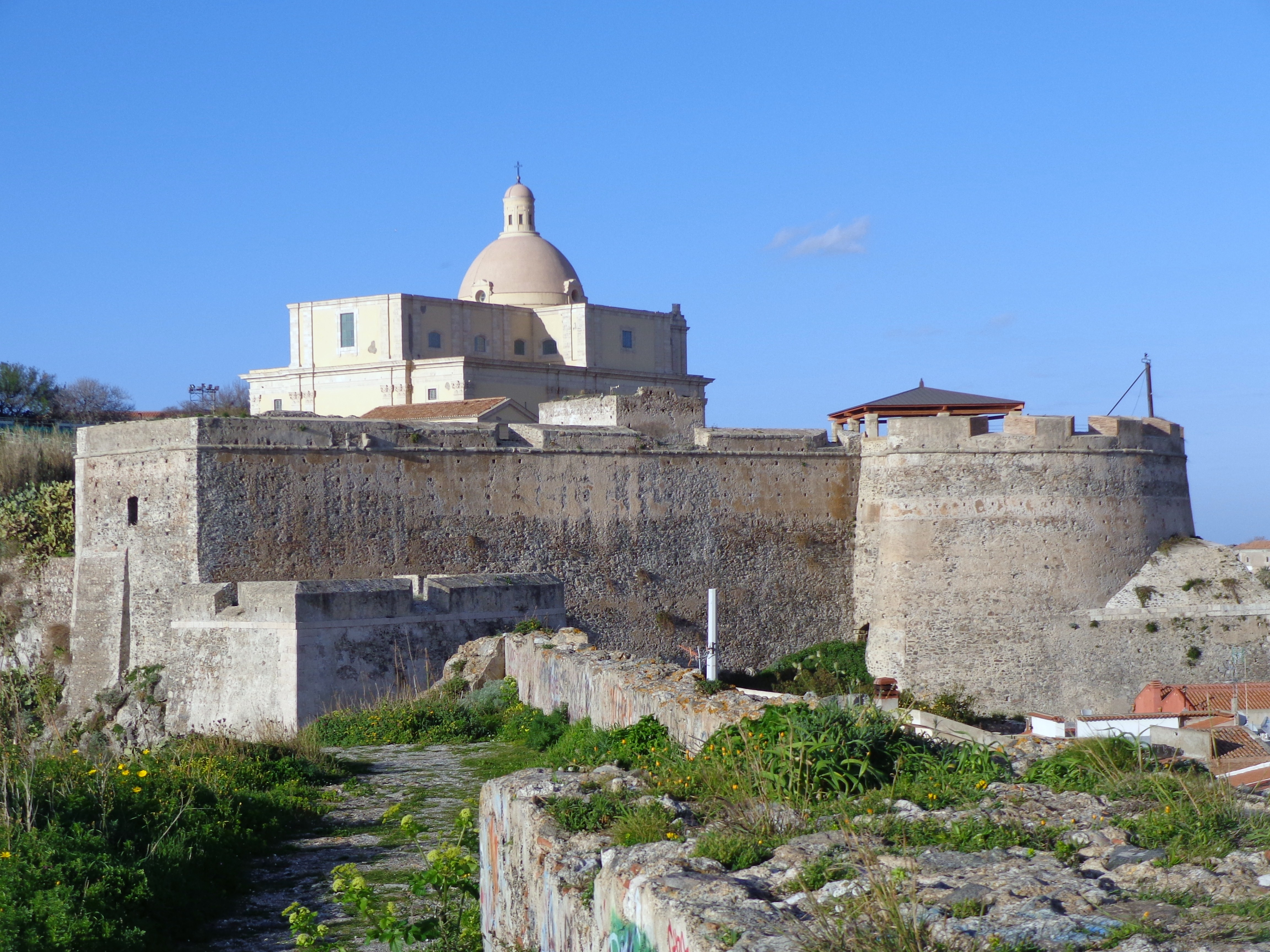
"Duomo antico", "Bastione della Fornace" e "Bastione di Santa Maria".
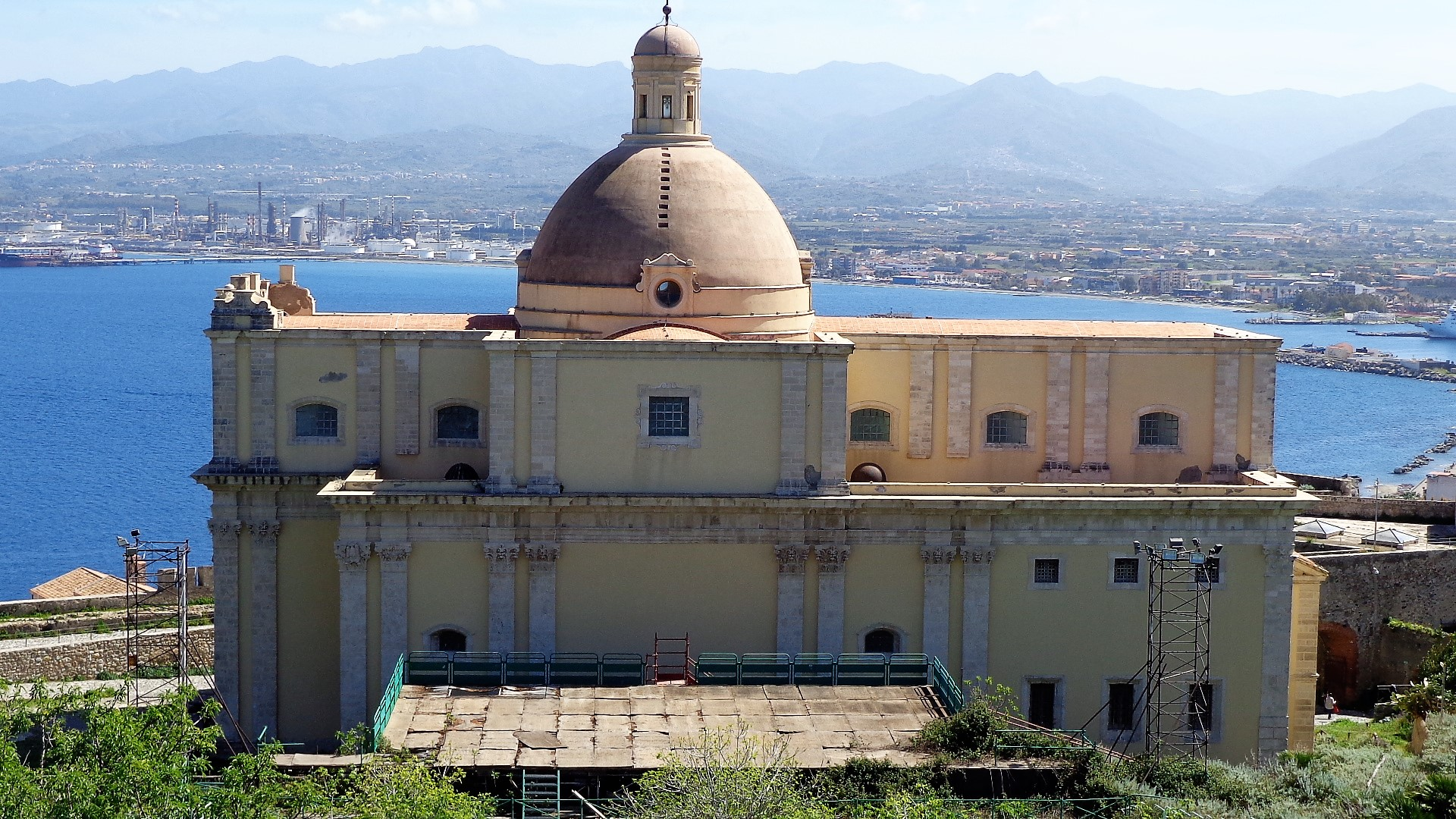
"Duomo antico".